# Zdrowie-Mania
Zdrowie-Mania – osiedle administracyjne (jednostka pomocnicza gminy) w zachodniej Łodzi, na obszarze dawnej dzielnicy Polesie, zamieszkiwane przez 3046 osób.
Dużą część Zdrowia-Manii zajmuje Park im. Józefa Piłsudskiego.

## Położenie

### Podział
Osiedle można podzielić na dwie części:
- Zdrowie – na zachód od "parku na Zdrowiu";
- Mania – na północ od "parku na Zdrowiu".

### Granice
Według przybliżonych granic można uznać, że Zdrowie-Mania graniczy z osiedlami:
- Złotno (od zachodu);
- Teofilów-Wielkopolska (od północy i wschodu);
- im. Józefa Montwiłła-Mireckiego (od wschodu);
- Stare Polesie (od wschodu);
- Karolew-Retkinia Wschód (od południa).

## Zobacz też

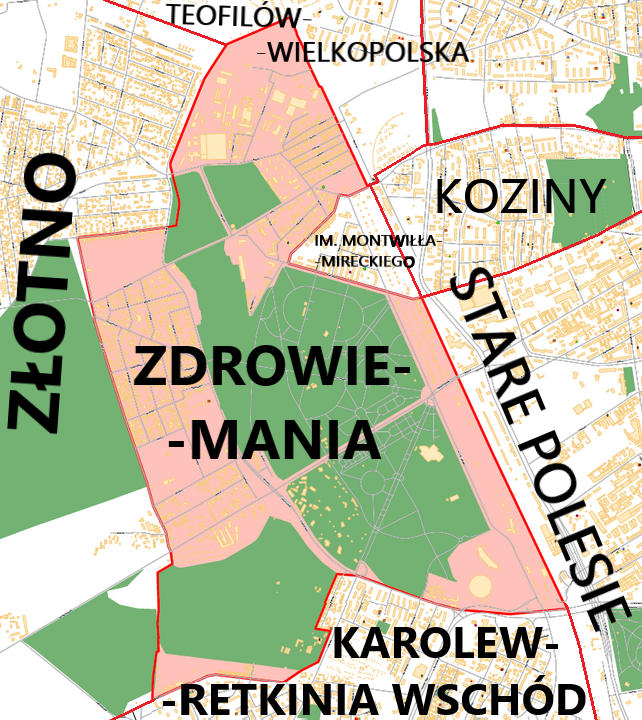
Obszar osiedla Zdrowie-Mania

## Rada osiedla
- 94-247 Łódź, ul. Grzybowa 1